# Kropîvnea, Korostîșiv
Kropîvnea (în ucraineană Кропивня) este localitatea de reședință a comunei Kropîvnea din raionul Korostîșiv, regiunea Jîtomîr, Ucraina.

## Demografie
Componența lingvistică a localității Kropîvnea
     Ucraineană (96,91%)
     Rusă (2,68%)
     Alte limbi (0,21%)
Conform recensământului din 2001, majoritatea populației localității Kropîvnea era vorbitoare de ucraineană (96,91%), existând în minoritate și vorbitori de rusă (2,68%).